# 온게임넷 스파키즈
온게임넷 스파키즈(Ongamenet SPARKYZ)는 과거 대한민국의 前 프로게임단이다. 현존 당시 스타크래프트 및 스페셜포스 종목을 운영하였다.
2010년 10월 12일 CJ 엔투스로 흡수 합병되었다. 합병 당시 팀명은 하이트 스파키즈였다.

## 역사
온게임넷 스파키즈는 2000년 여름 변성철, 이광수, 한웅렬 등 당시 쟁쟁한 프로게이머들이 포진했던 '플라워' 팀이 전신이다. 처음에는 단순한 길드로 출범했지만 2000년 10월 한국e스포츠협회에 프로게임단으로 등록되며 ‘KOR’이라는 이름으로 본격적인 활동에 나섰다. ‘KOR이라는 팀명은 ‘KOREA’에서 따왔으며, 대한민국 대표 프로게임단이 되겠다는 의지를 담았다.
2006년 6월 23일 KOR은 온게임넷에 인수됨과 동시에‘온게임넷 스파키즈’라는 팀명으로 재창단했다. ‘스파키즈’라는 말은 불꽃, 활기, 번뜩임, 멋진 젊은이 등을 뜻하는 영어 단어인 ‘스파크(SPARK)’의 복수형을 개성있게 표현한 말로 ‘멋진 녀석들’이라는 의미의 신조어이다.
2008년 5월 스페셜포스 ‘MuSe’클랜을 인수한 뒤, 같은 프로팀인 ITBANK 팀과 함께 스페셜포스 리그 활성화에 버팀목이 돼주었다. 유일하게 여성 게이머로만 구성된 팀으로 잘 알려져 있으며, 인크루트컵 스페셜포스 6차 마스터리그부터 온게임넷 스파키즈란 이름을 달고 출전하였다. 6차 마스터리그 준우승 이후, 유일한 남성 멤버였던 스나이퍼 이수철이 P.Plus Innovation(현재 SK텔레콤 T1)에 이적하자, SF프로리그 드래프트 선발전을 통해 저격 김미연을 추천선수로 지목하였다. 2009년 4월 개막한 생각대로T 스페셜포스 프로리그 2009 1st에서 활약하기도 했다.
2009년 4월 6일 하이트맥주와 ‘네이밍 스폰서’를 체결하고, 같은 해 4월 11일부터 ‘하이트 스파키즈’라는 팀명을 공식적으로 사용하였다. 네이밍 스폰서 체결 이후 온게임넷은 하이트맥주로부터 팀 연간 운영비의 절반 가량을 후원받은 것으로 알려졌다.
2010년 5월 스타크래프트 승부조작 사건에 연루된 선수 중 대다수가 소속되어 있는 팀으로 밝혀졌으며 이에 따른 후속 대처로 5월 18일 부로 단장을 해임시켰으며, 이명근 감독 역시 직무정지를 시켰다. 그외에도, 승부조작에 연루된 선수들도 영구제명당했으며, 영구제명당한 선수들은 모두 프로리그에 자주 출전하는 주전이였기 때문에 극심한 전력피해를 받았다.
2010년 10월 12일 온미디어(현 CJ ENM)를 인수 합병했던 CJ그룹의 팀인 CJ 엔투스가 과거 온미디어 계열의 하이트 스파키즈를 흡수 합병하면서 스파키즈는 2000년 창단 이후 약 10년 만에 역사속으로 사라졌다. 2014년 현재 한지원, 김학수, 황규석, 조재걸을 제외한 나머지 스파키즈 출신 게이머는 전부 은퇴하였다.

## 연혁
- 2004년 10월 SKY 프로리그 2004 2라운드 공동 3위
- 2005년 2월 SKY 프로리그 2004 3라운드 우승
- 2005년 2월 SKY 프로리그 2004 그랜드파이널 3위
- 2006년 6월 24일 온게임넷 스파키즈 창단 발표
- 2007년 3월 제2회 KeSPA컵 스타크래프트 부문 준우승
- 2008년 1월 신한은행 프로리그 2007 후기리그 4위
- 2008년 5월 스페셜포스 pCparK MuSe 클랜 인수
- 2008년 8월 신한은행 프로리그 2008 준우승
- 2008년 9월 7일 인크루트컵 스페셜포스 마스터리그 준우승
- 2009년 4월 6일 하이트, 온게임넷 스파키즈과 네이밍 스폰서 체결
- 2009년 7월 신한은행 프로리그 08~09 6강
- 2009년 8월 경남-STX컵 마스터즈 2009 3위
- 2010년 1월 30일 생각대로T SF프로리그 2009 2nd 3위
- 2010년 10월 12일 CJ 엔투스에 흡수 합병

## 프로리그 통산성적
| 년도      | 리그                      | 순위       | 경기 | 승 | 패 | 벌점 | 승점 | 포스트시즌     | 주요선수                           | 감독   |
| --------- | ------------------------- | ---------- | ---- | -- | -- | ---- | ---- | -------------- | ---------------------------------- | ------ |
| 2003      | KTF EVER                  | 8위        | 7    | 2  | 5  | 0    | -5   | 진출실패       |                                    | 이명근 |
| 2003      | Neowiz Pmang              | 5위        | 7    | 4  | 3  | 0    | -1   | 진출실패       |                                    | 이명근 |
| 2004      | SKY 1라운드               | 5위        | 10   | 5  | 5  | 0    | 0    | 진출실패       |                                    | 이명근 |
| 2004      | SKY 2라운드               | 머큐리 2위 | 8    | 5  | 3  | 0    | +2   | 플레이오프     |                                    | 이명근 |
| 2004      | SKY 3라운드               | 머큐리 2위 | 8    | 4  | 4  | 0    | -2   | 우승           | 차재욱,한동욱,전태규,주진철,신정민 | 이명근 |
| 2005      | SKY 전기                  | 5위        | 10   | 5  | 5  | 0    | +1   | 진출실패       |                                    | 이명근 |
| 2005      | SKY 후기                  | 8위        | 18   | 7  | 11 | 1    | -10  | 진출실패       |                                    | 이명근 |
| 2006      | SKY 전기                  | 6위        | 10   | 5  | 5  | 0    | +8   | 진출실패       |                                    | 이명근 |
| 2006      | SKY 후기                  | 8위        | 10   | 4  | 6  | 1    | -3   | 진출실패       |                                    | 이명근 |
| 2007      | 신한은행 전기             | 5위        | 22   | 11 | 11 | 1    | 0    | 진출실패       |                                    | 이명근 |
| 2007      | 신한은행 후기             | 4위        | 22   | 13 | 9  | 0    | +17  | 준플레이오프   |                                    | 이명근 |
| 2008      | 신한은행 2008             | 3위        | 22   | 14 | 8  | 0    | +10  | 준우승         | 신상문,전태규,이승훈,안상원        | 이명근 |
| 2008-2009 | 신한은행 위너스리그 08-09 | 7위        | 11   | 5  | 6  | 0    | +2   | 진출실패       | 신상문, 이경민, 김상욱             | 이명근 |
| 2008-2009 | 신한은행 08-09            | 4위        | 55   | 33 | 22 | 0    | +22  | 6강 플레이오프 | 신상문, 이경민, 김상욱             | 이명근 |
| 2009-2010 | 신한은행 위너스리그 09-10 | 6위        | 11   | 5  | 6  | 0    | +3   | 진출실패       | 신상문, 이경민, 김상욱, 이호준     | 이명근 |
| 2009-2010 | 신한은행 09-10            | 11위       | 55   | 22 | 33 | 0    | -23  | 진출실패       | 신상문, 이경민, 김상욱, 이호준     | 이명근 |

## 팀리그 역대성적
| 연도      | 스폰서     | 경기수                    | 승                        | 패                        | 승점                      | 승률                      | 기타                      |
| --------- | ---------- | ------------------------- | ------------------------- | ------------------------- | ------------------------- | ------------------------- | ------------------------- |
| 2003      | 계몽사     | 예선 탈락 (GO전 3 : 0 패) | 예선 탈락 (GO전 3 : 0 패) | 예선 탈락 (GO전 3 : 0 패) | 예선 탈락 (GO전 3 : 0 패) | 예선 탈락 (GO전 3 : 0 패) | 예선 탈락 (GO전 3 : 0 패) |
| 2003      | 라이프존   | 1                         | 0                         | 1                         | -4                        | 0%                        | 7위                       |
| 2003-2004 | LG IBM     | 3                         | 1                         | 2                         | 0                         | 33.3%                     | 5위                       |
| 2004      | 투싼       | 2                         | 0                         | 2                         | -5                        | 0%                        | 8위                       |
| 2004-2005 | MBC MOVIES | 7                         | 4                         | 3                         | 1                         | 57.1%                     | 5위                       |
| 총 4시즌  | 총 4시즌   | 13                        | 5                         | 8                         | -8                        | 38.4%                     | 5위 2회                   |

| 연도      | 스폰서     | 경기수    | 개인승    | 개인패    | 승률      | 올킬수    | 기타      |
| --------- | ---------- | --------- | --------- | --------- | --------- | --------- | --------- |
| 2003      | 계몽사     | 예선 탈락 | 예선 탈락 | 예선 탈락 | 예선 탈락 | 예선 탈락 | 예선 탈락 |
| 2003      | 라이프존   | 4         | 0         | 4         | 0%        | -         |           |
| 2003-2004 | LG IBM     | 20        | 10        | 10        | 50%       | 1         |           |
| 2004      | 투싼       | 24        | 11        | 13        | 45.8%     | -         |           |
| 2004-2005 | MBC MOVIES | 31        | 16        | 15        | 51.6%     | 2         |           |
| 통산성적  | 통산성적   | 79        | 37        | 42        | 46.8%     | 3         |           |

## 역대 팀 명칭
- 플라워 (Flower) - KOR - 온게임넷 스파키즈 - 하이트 스파키즈

## 역대 팀 감독
- 1대 감독 : 이유찬 (재임 기간 : 2000년 ~ 2010년)

## 주요 종목
- 스타크래프트
- 스페셜 포스
- 리그 오브 레전드

## 우승기록
- SKY 프로리그 2004 3라운드

| 이전 위메이드 폭스 | 제5대 프로리그 우승 팀 SKY 프로리그 2004 3라운드 | 다음 웅진 스타즈 |